# Пти-Мениль
Пти́-Мени́ль (фр. Petit-Mesnil) — коммуна во Франции, находится в регионе Шампань — Арденны. Департамент — Об. Входит в состав кантона Сулен-Дюи. Округ коммуны — Бар-сюр-Об.
Код INSEE коммуны — 10286.
Коммуна расположена приблизительно в 175 км к востоку от Парижа, в 70 км южнее Шалон-ан-Шампани, в 39 км к востоку от Труа.

## Население
Население коммуны на 2008 год составляло 236 человек.
| 1962 | 1968 | 1975 | 1982 | 1990 | 1999 | 2008 |
| ---- | ---- | ---- | ---- | ---- | ---- | ---- |
| 168  | 176  | 154  | 196  | 213  | 215  | 236  |

## Экономика
В 2007 году среди 138 человек в трудоспособном возрасте (15—64 лет) 106 были экономически активными, 32 — неактивными (показатель активности — 76,8 %, в 1999 году было 69,9 %). Из 106 активных работали 101 человек (54 мужчины и 47 женщин), безработных было 5 (2 мужчины и 3 женщины). Среди 32 неактивных 4 человека были учениками или студентами, 16 — пенсионерами, 12 были неактивными по другим причинам.